# Kaisa Mäkäräinenová
Kaisa-Leena Mäkäräinenová (* 11. ledna 1983, Ristijärvi) je bývalá finská biatlonistka, olympionička, šestinásobná medailistka z mistrovství světa, vítězka 23 individuálních závodů světového poháru, mistryně světa ze stíhacího závodu na mistrovství světa 2011 v ruském Chanty-Mansijsk a celková vítězka světového poháru ze sezón 2010/11, 2013/14 a 2017/18.
Vystudovala sportovní gymnázium v Sotkamu (1999–2002), od roku 2003 studovala Východofinskou univerzitu v Joensuu, obory fyzika a učitelství matematiky. Jejími koníčky jsou pletení, háčkování, zahradnictví a čtení.

## Výsledky

### Olympijské hry a mistrovství světa
| Sezóna  | Akce | Místo                | SP  | SZ  | HZ  | IZ  | ŠT  | SŠT | SZD | Věk    |
| ------- | ---- | -------------------- | --- | --- | --- | --- | --- | --- | --- | ------ |
| 2004/05 | MS   | Hochfilzen           | 73. | –   | –   | 49. | 18. | –   | ×   | 22 let |
| 2006/07 | MS   | Anterselva           | 29. | 25. | 7.  | 8.  | 12. | 16. | ×   | 24 let |
| 2007/08 | MS   | Östersund            | 55. | DNS | 15. | 31. | 15. | 10. | ×   | 25 let |
| 2008/09 | MS   | Pchjongčchang        | 23. | 4.  | 17. | 30. | –   | 6.  | ×   | 26 let |
| 2009/10 | ZOH  | Vancouver            | 59. | 45. | –   | 46. | –   | –   | ×   | 27 let |
| 2010/11 | MS   | Chanty-Mansijsk      | 2.  | 1.  | 4.  | 28. | 10. | 9.  | ×   | 28 let |
| 2011/12 | MS   | Ruhpolding           | 27. | 20. | 3.  | 28. | 18. | 16. | ×   | 29 let |
| 2012/13 | MS   | Nové Město na Moravě | 9.  | 10. | 17. | 8.  | 21. | 19. | ×   | 30 let |
| 2013/14 | ZOH  | Soči                 | 29. | 15. | 6.  | 9.  | –   | –   | ×   | 31 let |
| 2014/15 | MS   | Kontiolahti          | 35. | 12. | 15. | 3.  | 17. | 9.  | ×   | 32 let |
| 2015/16 | MS   | Oslo                 | 9.  | 7.  | 3.  | 19. | 17. | 18. | ×   | 33 let |
| 2016/17 | MS   | Hochfilzen           | 12. | 7.  | 3.  | 15. | 15. | 10. | ×   | 34 let |
| 2017/18 | ZOH  | Pchjongčchang        | 25. | 20. | 10. | 13. | 6.  | 15. | ×   | 35 let |
| 2018/19 | MS   | Östersund            | 12. | 17. | 23. | 45. | –   | 10. | 12. | 36 let |
| 2019/20 | MS   | Anterselva           | 40. | 22. | 14. | 21. | 11. | 9.  | –   | 37 let |

Poznámka: Výsledky z mistrovství světa se započítávají do celkového hodnocení světového poháru, výsledky z olympijských her se dříve započítávaly, od olympijských her v Soči 2014 se nezapočítávají.

### Světový pohár

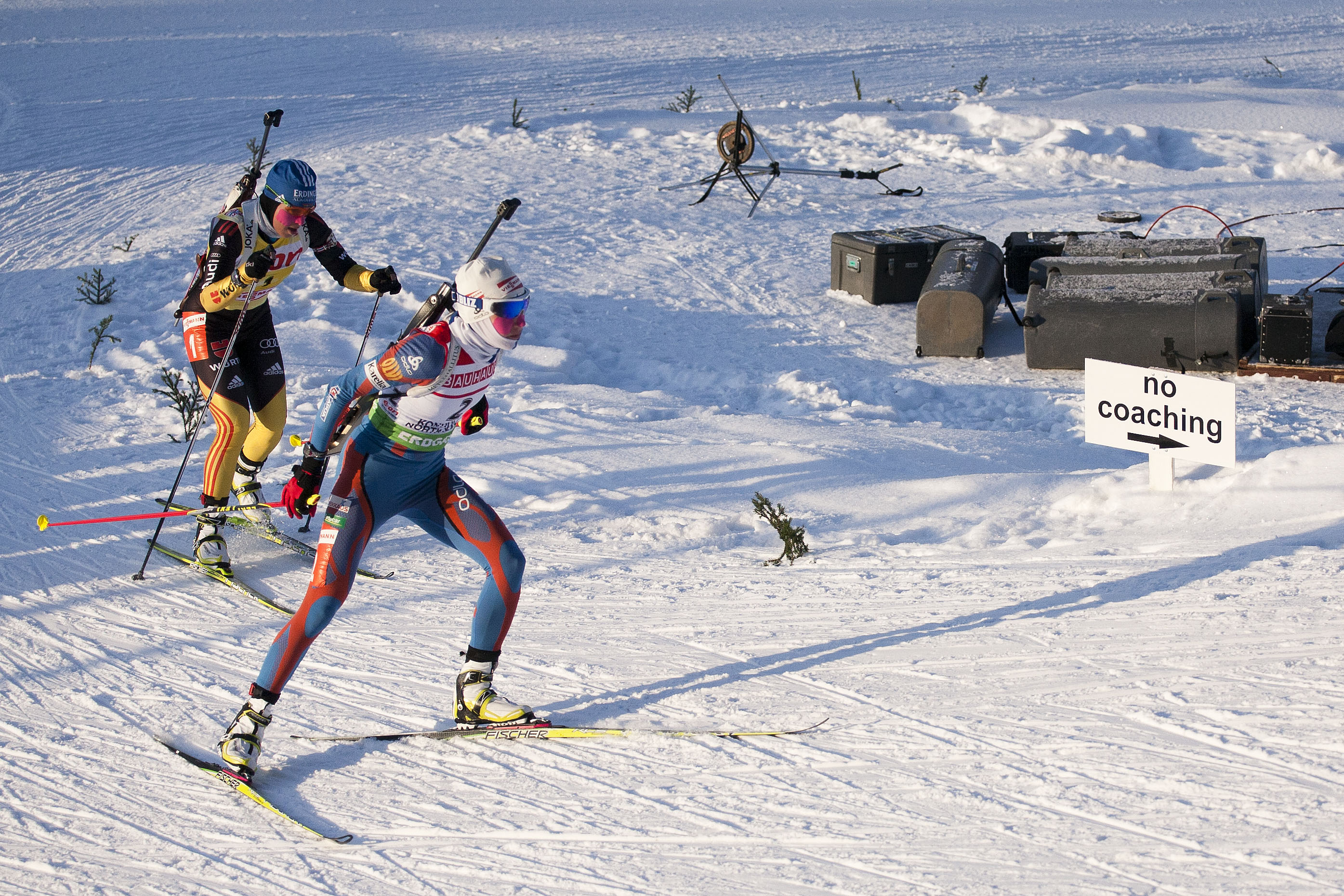
Kaisa Mäkäräinenová v závodě Světového poháru 2011/12 ve finském Kontiolahti, za ní Němka Magdalena Neunerová

Sezóna 2005/06
| ČSP              | Místo            | SP            | SZ  | HZ | IZ  | ŠT  | SŠT | STŘ |
| ---------------- | ---------------- | ------------- | --- | -- | --- | --- | --- | --- |
| 1.               | Östersund        | 94.           | –   | –  | –   | 14. | –   | –   |
| 2.               | Hochfilzen       | 29.           | –   | –  | –   | 15. | –   | –   |
| 3.               | Osrblie          | 58.           | 51. | –  | 27. | –   | –   | –   |
| 4.               | Oberhof          | 44.           | –   | –  | –   | 9.  | –   | –   |
| 5.               | Ruhpolding       | 23.           | 29. | –  | –   | 10. | –   | –   |
| 6.               | Anterselva       | 53.           | DNS | –  | –   | –   | –   | –   |
| 7.               | Pokljuka         | 31.           | 29. | –  | –   | –   | 19. | –   |
| 8.               | Kontiolahti      | 47.           | 33. | –  | –   | –   | –   | –   |
| 9.               | Oslo             | 51.           | 39. | –  | –   | –   | –   | –   |
| Celkové umístění | Celkové umístění | 63.           | 63. | –  | 54. | 13. | 19. | 79% |
| Celkové umístění | Celkové umístění | 18 bodů (62.) |     |    |     | 13. | 19. | 79% |

Sezóna 2006/07
| ČSP              | Místo            | SP             | SZ  | HZ  | IZ  | ŠT | SŠT | STŘ |
| ---------------- | ---------------- | -------------- | --- | --- | --- | -- | --- | --- |
| 1.               | Östersund        | 46.            | 38. | –   | 11. | –  | –   | –   |
| 4.               | Oberhof          | 24.            | 25. | –   | –   | –  | –   | –   |
| 5.               | Ruhpolding       | 11.            | –   | 24. | –   | –  | –   | –   |
| 6.               | Pokljuka         | 30.            | 33. | 7.  | –   | –  | –   | –   |
| 7.               | Lahti            | 35.            | 47. | –   | 11. | –  | –   | –   |
| 8.               | Oslo             | 10.            | 27. | 29. | –   | –  | –   | –   |
| 9.               | Chanty-Mansijsk  | 44.            | DNS | 28. | –   | –  | –   | –   |
| Celkové umístění | Celkové umístění | 29.            | 47. | 16. | 8.  | –  | –   | 81% |
| Celkové umístění | Celkové umístění | 230 bodů (27.) |     |     |     | –  | –   | 81% |

Sezóna 2007/08
| ČSP              | Místo            | SP             | SZ  | HZ  | IZ  | ŠT  | SŠT | STŘ |
| ---------------- | ---------------- | -------------- | --- | --- | --- | --- | --- | --- |
| 1.               | Kontiolahti      | 6.             | 16. | –   | 44. | –   | –   | –   |
| 2.               | Hochfilzen       | 40.            | DNS | –   | –   | 16. | –   | –   |
| 3.               | Pokljuka         | 2.             | –   | –   | 20. | DNS | –   | –   |
| 4.               | Oberhof          | 8.             | –   | 7.  | –   | –   | –   | –   |
| 5.               | Ruhpolding       | 10.            | 3.  | –   | –   | –   | –   | –   |
| 6.               | Anterselva       | 24.            | 41. | 12. | –   | –   | –   | –   |
| 7.               | Pchjongčchang    | 9.             | 7.  | –   | –   | –   | –   | –   |
| 8.               | Chanty-Mansijsk  | 24.            | 14. | 21. | –   | –   | –   | –   |
| 9.               | Oslo             | –              | –   | 22. | –   | –   | –   | –   |
| Celkové umístění | Celkové umístění | 10.            | 15. | 14. | 43. | 18. | –   | 80% |
| Celkové umístění | Celkové umístění | 386 bodů (13.) |     |     |     | 18. | –   | 80% |

Sezóna 2008/09
| ČSP              | Místo            | SP             | SZ  | HZ  | IZ  | ŠT  | SŠT | STŘ |
| ---------------- | ---------------- | -------------- | --- | --- | --- | --- | --- | --- |
| 1.               | Östersund        | 35.            | 34. | –   | 41. | –   | –   | –   |
| 2.               | Hochfilzen       | 43.            | 49. | –   | –   | 10. | –   | –   |
| 3.               | Hochfilzen       | 4.             | –   | –   | 7.  | 11. | –   | –   |
| 4.               | Oberhof          | 19.            | –   | 6.  | –   | –   | –   | –   |
| 5.               | Ruhpolding       | 6.             | 14. | –   | –   | 13. | –   | –   |
| 6.               | Anterselva       | 5.             | 2.  | 2.  | –   | –   | –   | –   |
| 8.               | Trondheim        | 28.            | 12. | 21. | –   | –   | –   | –   |
| 9.               | Chanty-Mansijsk  | 29.            | 23. | 17. | –   | –   | –   | –   |
| Celkové umístění | Celkové umístění | 17.            | 10. | 9.  | 27. | 14. | –   | 81% |
| Celkové umístění | Celkové umístění | 577 bodů (14.) |     |     |     | 14. | –   | 81% |

Sezóna 2009/10
| ČSP              | Místo            | SP             | SZ  | HZ  | IZ  | ŠT  | SŠT | STŘ |
| ---------------- | ---------------- | -------------- | --- | --- | --- | --- | --- | --- |
| 1.               | Östersund        | 3.             | –   | –   | 15. | 15. | –   | –   |
| 2.               | Hochfilzen       | 15.            | 22. | –   | –   | 16. | –   | –   |
| 3.               | Pokljuka         | 9.             | 12. | –   | 60. | –   | –   | –   |
| 4.               | Oberhof          | 20.            | –   | 20. | –   | –   | –   | –   |
| 5.               | Ruhpolding       | 11.            | –   | 11. | –   | 13. | –   | –   |
| 6.               | Anterselva       | 34.            | DNS | –   | DNS | –   | –   | –   |
| 7.               | Kontiolahti      | 27.            | 14. | –   | –   | –   | 8.  | –   |
| 8.               | Oslo             | 30.            | 31. | 15. | –   | –   | –   | –   |
| 9.               | Chanty-Mansijsk  | 27.            | –   | 11. | –   | –   | 17. | –   |
| Celkové umístění | Celkové umístění | 17.            | 28. | 16. | 43. | 19. | –   | 80% |
| Celkové umístění | Celkové umístění | 418 bodů (22.) |     |     |     | 19. | –   | 80% |

Sezóna 2010/11
| ČSP              | Místo            | SP             | SZ | HZ  | IZ  | ŠT  | SŠT | STŘ |
| ---------------- | ---------------- | -------------- | -- | --- | --- | --- | --- | --- |
| 1.               | Östersund        | 1.             | 1. | –   | 10. | –   | –   | –   |
| 2.               | Hochfilzen       | 3.             | 2. | –   | –   | DNS | –   | –   |
| 3.               | Pokljuka         | 3.             | –  | –   | 2.  | –   | 13. | –   |
| 4.               | Oberhof          | 5.             | –  | 10. | –   | 17. | –   | –   |
| 5.               | Ruhpolding       | 8.             | 3. | –   | 8.  | –   | –   | –   |
| 6.               | Anterselva       | 21.            | –  | DSQ | –   | 10. | –   | –   |
| 7.               | Presque Isle     | 9.             | 6. | –   | –   | –   | 8.  | –   |
| 8.               | Fort Kent        | 7.             | 5. | 5.  | –   | –   | –   | –   |
| 9.               | Oslo             | 18.            | 4. | 15. | –   | –   | –   | –   |
| Celkové umístění | Celkové umístění | 2.             | 1. | 8.  | 6.  | 16. | 10. | 85% |
| Celkové umístění | Celkové umístění | 1005 bodů (1.) |    |     |     | 16. | 10. | 85% |

Sezóna 2011/12
| ČSP              | Místo                | SP             | SZ  | HZ  | IZ | ŠT  | SŠT | STŘ |
| ---------------- | -------------------- | -------------- | --- | --- | -- | --- | --- | --- |
| 1.               | Östersund            | 3.             | 2.  | –   | 4. | –   | –   | –   |
| 2.               | Hochfilzen           | 2.             | 11. | –   | –  | 15. | –   | –   |
| 3.               | Hochfilzen           | 9.             | 5.  | –   | –  | –   | 17. | –   |
| 4.               | Oberhof              | 4.             | –   | 12. | –  | DNS | –   | –   |
| 5.               | Nové Město na Moravě | 13.            | 10. | –   | 1. | –   | –   | –   |
| 6.               | Anterselva           | 2.             | –   | 10. | –  | –   | –   | –   |
| 7.               | Oslo                 | 9.             | 5.  | 8.  | –  | –   | –   | –   |
| 8.               | Kontiolahti          | 2.             | 1.  | –   | –  | –   | 7.  | –   |
| 9.               | Chanty-Mansijsk      | 4.             | 2.  | 3.  | –  | –   | –   | –   |
| Celkové umístění | Celkové umístění     | 3.             | 4.  | 5.  | 2. | 19. | 13. | 80% |
| Celkové umístění | Celkové umístění     | 1007 bodů (4.) |     |     |    | 19. | 13. | 80% |

Sezóna 2012/13
| ČSP              | Místo            | SP            | SZ  | HZ  | IZ | ŠT  | SŠT | STŘ |
| ---------------- | ---------------- | ------------- | --- | --- | -- | --- | --- | --- |
| 1.               | Östersund        | 35.           | 27. | –   | 9. | –   | 13. | –   |
| 2.               | Hochfilzen       | 2.            | 3.  | –   | –  | 18. | –   | –   |
| 3.               | Pokljuka         | 22.           | 19. | 14. | –  | –   | –   | –   |
| 4.               | Oberhof          | 20.           | 8.  | –   | –  | –   | –   | –   |
| 5.               | Ruhpolding       | 3.            | –   | 6.  | –  | 18. | –   | –   |
| 6.               | Anterselva       | 2.            | 3.  | –   | –  | –   | –   | -   |
| 7.               | Oslo             | 21.           | 17. | 8.  | –  | –   | –   | –   |
| 8.               | Soči             | 9.            | –   | –   | 6. | 13. | –   | –   |
| 9.               | Chanty-Mansijsk  | 6.            | 8.  | 3.  | –  | –   | –   | –   |
| Celkové umístění | Celkové umístění | 5.            | 5.  | 5.  | 6. | 21. | 16. | 76% |
| Celkové umístění | Celkové umístění | 834 bodů (5.) |     |     |    | 21. | 16. | 76% |

Sezóna 2013/14
| ČSP              | Místo            | SP            | SZ  | HZ | IZ  | ŠT  | SŠT | STŘ |
| ---------------- | ---------------- | ------------- | --- | -- | --- | --- | --- | --- |
| 1.               | Östersund        | 19.           | –   | –  | 45. | –   | 16. | –   |
| 2.               | Hochfilzen       | 16.           | 14. | –  | –   | 13. | –   | –   |
| 3.               | Annecy           | 2.            | 15. | –  | –   | 11. | –   | –   |
| 4.               | Oberhof          | 2.            | 2.  | 5. | –   | –   | –   | –   |
| 5.               | Ruhpolding       | –             | 3.  | –  | 10. | 12. | –   | –   |
| 6.               | Anterselva       | 9.            | 9.  | –  | –   | –   | –   | –   |
| 7.               | Pokljuka         | 4.            | 1.  | 2. | –   | –   | –   | –   |
| 8.               | Kontiolahti      | 1.            | 1.  | –  | –   | –   | –   | –   |
| 8.               | Kontiolahti      | 1.            | 1.  | –  | –   | –   | –   | –   |
| 9.               | Oslo             | 23.           | 4.  | 7. | –   | –   | –   | –   |
| Celkové umístění | Celkové umístění | 1.            | 1.  | 3. | 21. | 12. | 20. | 84% |
| Celkové umístění | Celkové umístění | 860 bodů (1.) |     |    |     | 12. | 20. | 84% |

Sezóna 2014/15
| ČSP              | Místo                | SP             | SZ | HZ  | IZ | ŠT  | SŠT | STŘ |
| ---------------- | -------------------- | -------------- | -- | --- | -- | --- | --- | --- |
| 1.               | Östersund            | 3.             | 1. | –   | 2. | –   | 18. | –   |
| 2.               | Hochfilzen           | 1.             | 1. | –   | –  | DNF | –   | –   |
| 3.               | Pokljuka             | 15.            | 2. | 1.  | –  | –   | –   | –   |
| 4.               | Oberhof              | 19.            | –  | 4.  | –  | 10. | –   | –   |
| 5.               | Ruhpolding           | 7.             | –  | 7.  | –  | –   | –   | –   |
| 6.               | Anterselva           | 2.             | 3. | –   | –  | –   | –   | –   |
| 7.               | Nové Město na Moravě | 7.             | 2. | –   | –  | –   | –   | –   |
| 8.               | Oslo                 | 24.            | –  | –   | 1. | –   | –   | –   |
| 9.               | Chanty-Mansijsk      | 1.             | 4. | 12. | –  | –   | –   | –   |
| Celkové umístění | Celkové umístění     | 2.             | 1. | 5.  | 1. | 22. | 15. | 83% |
| Celkové umístění | Celkové umístění     | 1044 bodů (2.) |    |     |    | 22. | 15. | 83% |

Sezóna 2015/16
| ČSP              | Místo            | SP            | SZ  | HZ  | IZ  | ŠT  | SŠT | SZD | STŘ |
| ---------------- | ---------------- | ------------- | --- | --- | --- | --- | --- | --- | --- |
| 1.               | Östersund        | 10.           | 1.  | –   | 24. | –   | –   | 6.  | –   |
| 2.               | Hochfilzen       | 28.           | 23. | –   | –   | 18. | –   | –   | –   |
| 3.               | Pokljuka         | 10.           | 3.  | 1.  | –   | –   | –   | –   | –   |
| 4.               | Ruhpolding       | 3.            | 13. | 13. | –   | –   | –   | –   | –   |
| 5.               | Ruhpolding       | –             | –   | DNS | 2.  | –   | –   | –   | –   |
| 6.               | Anterselva       | 18.           | 21. | –   | –   | –   | –   | –   | –   |
| 7.               | Canmore          | 10.           | –   | 4.  | –   | –   | 14. | –   | –   |
| 8.               | Presque Isle     | 5.            | 2.  | –   | –   | –   | –   | –   | –   |
| 9.               | Chanty-Mansijsk  | 1.            | 1.  | ZRU | –   | –   | –   | –   | –   |
| Celkové umístění | Celkové umístění | 4.            | 4.  | 4.  | 8.  | 22. | 17. | 17. | 83% |
| Celkové umístění | Celkové umístění | 892 bodů (4.) |     |     |     | 22. | 17. | 17. | 83% |

Sezóna 2016/17
| ČSP              | Místo                | SP            | SZ  | HZ | IZ  | ŠT  | SŠT | SZD | STŘ |
| ---------------- | -------------------- | ------------- | --- | -- | --- | --- | --- | --- | --- |
| 1.               | Östersund            | 2.            | 5.  | –  | 23. | –   | 13. | –   |     |
| 2.               | Pokljuka             | 4.            | 2.  | –  | –   | 13. | –   | –   |     |
| 3.               | Nové Město na Moravě | 5.            | 11. | 8. | –   | –   | –   | –   |     |
| 4.               | Oberhof              | 2.            | 3.  | 8. | –   | –   | –   | –   |     |
| 5.               | Ruhpolding           | 1.            | 1.  | –  | –   | 20. | –   | –   |     |
| 6.               | Anterselva           | –             | –   | 4. | 15. | 7.  | –   | –   |     |
| 7.               | Pchjongčchang        | 4.            | 2.  | –  | –   | –   | –   | –   |     |
| 8.               | Kontiolahti          | 49.           | 31. | –  | –   | –   | –   | 13. |     |
| 9.               | Holmenkollen         | 27.           | 7.  | 3. | –   | –   | –   | –   |     |
| Celkové umístění | Celkové umístění     | 3.            | 3.  | 3. | 11. | 17. | 13. | 13. |     |
| Celkové umístění | Celkové umístění     | 971 bodů (3.) |     |    |     | 17. | 13. | 13. |     |

Sezóna 2017/18
| ČSP              | Místo            | SP            | SZ  | HZ  | IZ  | ŠT  | SŠT | SZD | STŘ |
| ---------------- | ---------------- | ------------- | --- | --- | --- | --- | --- | --- | --- |
| 1.               | Östersund        | 6.            | 7.  | –   | 11. | –   | 8.  | –   |     |
| 2.               | Hochfilzen       | 6.            | 2.  | –   | –   | 16. | –   | –   |     |
| 3.               | Annecy           | 14.           | 10. | 14. | –   | –   | –   | –   |     |
| 4.               | Oberhof          | 2.            | 5.  | –   | –   | 7.  | –   | –   |     |
| 5.               | Ruhpolding       | –             | –   | 1.  | 2.  | –   | –   | –   |     |
| 6.               | Anterselva       | 26.           | 5.  | 3.  | –   | –   | –   | –   |     |
| 7.               | Kontiolahti      | 10.           | –   | 4.  | –   | –   | –   | –   |     |
| 8.               | Holmenkollen     | 40.           | 22. | –   | –   | –   | –   | –   |     |
| 9.               | Ťumeň            | 2.            | 1.  | 6.  | –   | –   | –   | –   |     |
| Celkové umístění | Celkové umístění | 3.            | 2.  | 1.  | 3.  | 13. | 15. | 15. |     |
| Celkové umístění | Celkové umístění | 822 bodů (1.) |     |     |     | 13. | 15. | 15. |     |

Sezóna 2018/19
| ČSP              | Místo                | SP            | SZ  | HZ  | IZ  | ŠT  | SŠT | SZD | STŘ |
| ---------------- | -------------------- | ------------- | --- | --- | --- | --- | --- | --- | --- |
| 1.               | Pokljuka             | 1.            | 1.  | –   | 30. | –   | 5.  | –   |     |
| 2.               | Hochfilzen           | 2.            | 1.  | –   | –   | –   | –   | –   |     |
| 3.               | Nové Město na Moravě | 58.           | 36. | 22. | –   | –   | –   | –   |     |
| 4.               | Oberhof              | 44.           | 22. | –   | –   | 20. | –   | –   |     |
| 5.               | Ruhpolding           | 21.           | –   | 27. | –   | –   | –   | –   |     |
| 6.               | Anterselva           | 2.            | 7.  | 6.  | –   | –   | –   | –   |     |
| 7.               | Canmore              | –             | –   | –   | 48. | –   | –   | –   |     |
| 8.               | Soldier Hollow       | 2.            | 3.  | –   | –   | –   | –   | –   |     |
| 9.               | Holmenkollen         | 32.           | 8.  | 23. | –   | –   | –   | –   |     |
| Celkové umístění | Celkové umístění     | 5.            | 5.  | 21. | 57. | 21. | 19. | 19. |     |
| Celkové umístění | Celkové umístění     | 673 bodů (7.) |     |     |     | 21. | 19. | 19. |     |

Sezóna 2019/20
| ČSP              | Místo                | SP             | SZ      | HZ      | IZ      | ŠT      | SŠT     | SZD     | STŘ |
| ---------------- | -------------------- | -------------- | ------- | ------- | ------- | ------- | ------- | ------- | --- |
| 1.               | Östersund            | 53.            | –       | –       | 13.     | –       | 10.     | –       |     |
| 2.               | Hochfilzen           | 13.            | 7.      | –       | –       | –       | –       | –       |     |
| 3.               | Annecy               | 56.            | 19.     | 4.      | –       | –       | –       | –       |     |
| 4.               | Oberhof              | 11.            | –       | 1.      | –       | 15.     | –       | –       |     |
| 5.               | Ruhpolding           | 33.            | 15.     | –       | –       | –       | –       | –       |     |
| 6.               | Pokljuka             | –              | –       | 12.     | 65.     | –       | 13.     | –       |     |
| 7.               | Nové Město na Moravě | 14.            | –       | 7.      | –       | 14.     | –       | –       |     |
| 8.               | Kontiolahti          | 18.            | 4.      | –       | –       | –       | zrušeno | zrušeno |     |
| 9.               | Holmenkollen         | zrušeno        | zrušeno | zrušeno | zrušeno | zrušeno | zrušeno | zrušeno |     |
| Celkové umístění | Celkové umístění     | 23.            | 7.      | 4.      | 21.     | 16.     | 17.     | 17.     |     |
| Celkové umístění | Celkové umístění     | 506 bodů (11.) |         |         |         | 16.     | 17.     | 17.     |     |

### Juniorská mistrovství
| Sezóna  | D   | Místo           | SP  | SZ  | IZ  | ŠT | Věk    |
| ------- | --- | --------------- | --- | --- | --- | -- | ------ |
| 2003/04 | MSJ | Haute Maurienne | 51. | 39. | 23. | –  | 21 let |

## Vítězství v závodech světového poháru

### Individuální
| Datum             | Místo                       | Disciplína                |
| ----------------- | --------------------------- | ------------------------- |
| 3. prosince 2010  | Östersund, Švédsko          | sprint                    |
| 5. prosince 2010  | Östersund, Švédsko          | stíhací závod             |
| 6. března 2011    | Chanty-Mansijsk, Rusko (MS) | stíhací závod             |
| 11. ledna 2012    | Nové Město na Moravě, Česko | vytrvalostní závod        |
| 12. února 2012    | Kontiolahti, Finsko         | stíhací závod             |
| 8. března 2014    | Pokljuka, Slovinsko         | stíhací závod             |
| 13. března 2014   | Kontiolahti, Finsko         | sprint                    |
| 13. prosince 2018 | Hochfilzen, Rakousko        | stíhací závod             |
| 15. března 2014   | Kontiolahti, Finsko         | sprint                    |
| 16. března 2014   | Kontiolahti, Finsko         | stíhací závod             |
| 7. prosince 2014  | Östersund, Švédsko          | stíhací závod             |
| 12. prosince 2014 | Hochfilzen, Rakousko        | sprint                    |
| 14. prosince 2014 | Hochfilzen, Rakousko        | stíhací závod             |
| 21. prosince 2014 | Pokljuka, Slovinsko         | závod s hromadným startem |
| 12. února 2015    | Holmenkollen, Norsko        | vytrvalostní závod        |
| 20. března 2015   | Chanty-Mansijsk, Rusko      | sprint                    |
| 6. prosince 2015  | Östersund, Švédsko          | stíhací závod             |
| 20. prosince 2015 | Pokljuka, Slovinsko         | závod s hromadným startem |
| 17. března 2016   | Chanty-Mansijsk, Rusko      | sprint                    |
| 19. března 2016   | Chanty-Mansijsk, Rusko      | stíhací závod             |
| 14. ledna 2017    | Ruhpolding, Německo         | sprint                    |
| 15. ledna 2017    | Ruhpolding, Německo         | stíhací závod             |
| 11. ledna 2018    | Ruhpolding, Německo         | závod s hromadným startem |
| 24. března 2018   | Ťumeň, Rusko                | stíhací závod             |
| 8. prosince 2018  | Pokljuka, Slovinsko         | sprint                    |
| 9. prosince 2018  | Pokljuka, Slovinsko         | stíhací závod             |
| 15. prosince 2018 | Hochfilzen, Rakousko        | stíhací závod             |
| 12. ledna 2020    | Oberhof, Německo            | závod s hromadným startem |